# Cryptostylis sororia
Cryptostylis sororia är en orkidéart som beskrevs av Rudolf Schlechter. Cryptostylis sororia ingår i släktet Cryptostylis, och familjen orkidéer. Inga underarter finns listade i Catalogue of Life.